# Symphoman
Albums de William Sheller
Dans un vieux rock 'n' roll
(1976) Nicolas
(1980)
Singles
1. Hey! Docteur Disco / Symphoman
Sortie : 1977
2. Elle dit soleil, elle dit...
Sortie : 1977

Symphoman est le 3e album studio de William Sheller sorti en 1977, chez Philips.

## Vue d'ensemble
De l'aveu même de William Sheller, il a peiné à réaliser ce troisième album, car il se retrouve sur les plateaux télé, émissions radios, séances photos et interviews pour « magazines de minettes » et, de plus, il fréquentait les fêtes en tous genres, ce qui contribue à une panne d'inspiration : « On sort un premier album parce qu'on a un contact avec les gens, on a vécu et des choses à raconter, et l'on propose un certain nombre de chansons. Il y a tout un travail qui se fait dans le métier autour de ça, on fait des promos, on fait des concerts... Arrive l'année suivante et l'on doit faire un deuxième album. On a vécu une année de promos et de concerts, mais il nous reste dans notre panier de quoi faire un deuxième album plus une petite chanson. Le troisième album arrive, et c'est connu dans le métier, on est sec. On est sec parce qu'on ne vit plus avec tout le monde, on ne vit plus avec les autres. Et si l'on n'a pas l'entourage, ou la force de dire : "Non non, je veux prendre du temps pour raconter les choses", on ne vit que des histoires de taxis, de restaurants chics, de plateaux de télé et de rater un avion qui partait pour Los Angeles. Mais qu'est-ce qu'on a communiqué humainement ? », dira-t-il plus tard.
De peur de se caricaturer en refaisant la même chose, Sheller éprouve le désir d'évoluer artistiquement, comme le prouve notamment À franchement parler, Catherine et À l'après-minuit, mais surtout la chanson-titre, qui est devenue un titre phare de son répertoire. Toutefois, ce troisième opus contient quelques chansons amusantes destinées au hit-parade.
Deux singles furent extraits, Hey! Docteur Disco (avec Symphoman en face B) et Elle dit soleil, elle dit....
L'album s'est vendu à 103 900 exemplaires selon les estimations.

## Titres
| 1.    | Gimmick boy (Ne reste pas là, Suzie Q)      |  |
| 2.    | À franchement parler                        |  |
| 3.    | Hey! Docteur disco                          |  |
| 4.    | Catherine (chanson dédiée à Catherine Lara) |  |
| 5.    | Fandango                                    |  |
| 6.    | La Flash Assurance Limitée                  |  |
| 7.    | Symphoman                                   |  |
| 8.    | La musique autour de moi                    |  |
| 9.    | À l'après-minuit                            |  |
| 10.   | Elle dit soleil, elle dit...                |  |
| 39:53 |                                             |  |

## Classement
| Classement (1977) | Meilleure position |
| ----------------- | ------------------ |
| France (SNEP)     | 9                  |